# Amon (Fórmula 1)
Chris Amon Racing foi uma equipe de Fórmula 1 da Nova Zelândia. Foi fundada pelo piloto Chris Amon e disputou a temporada de 1974.

## História

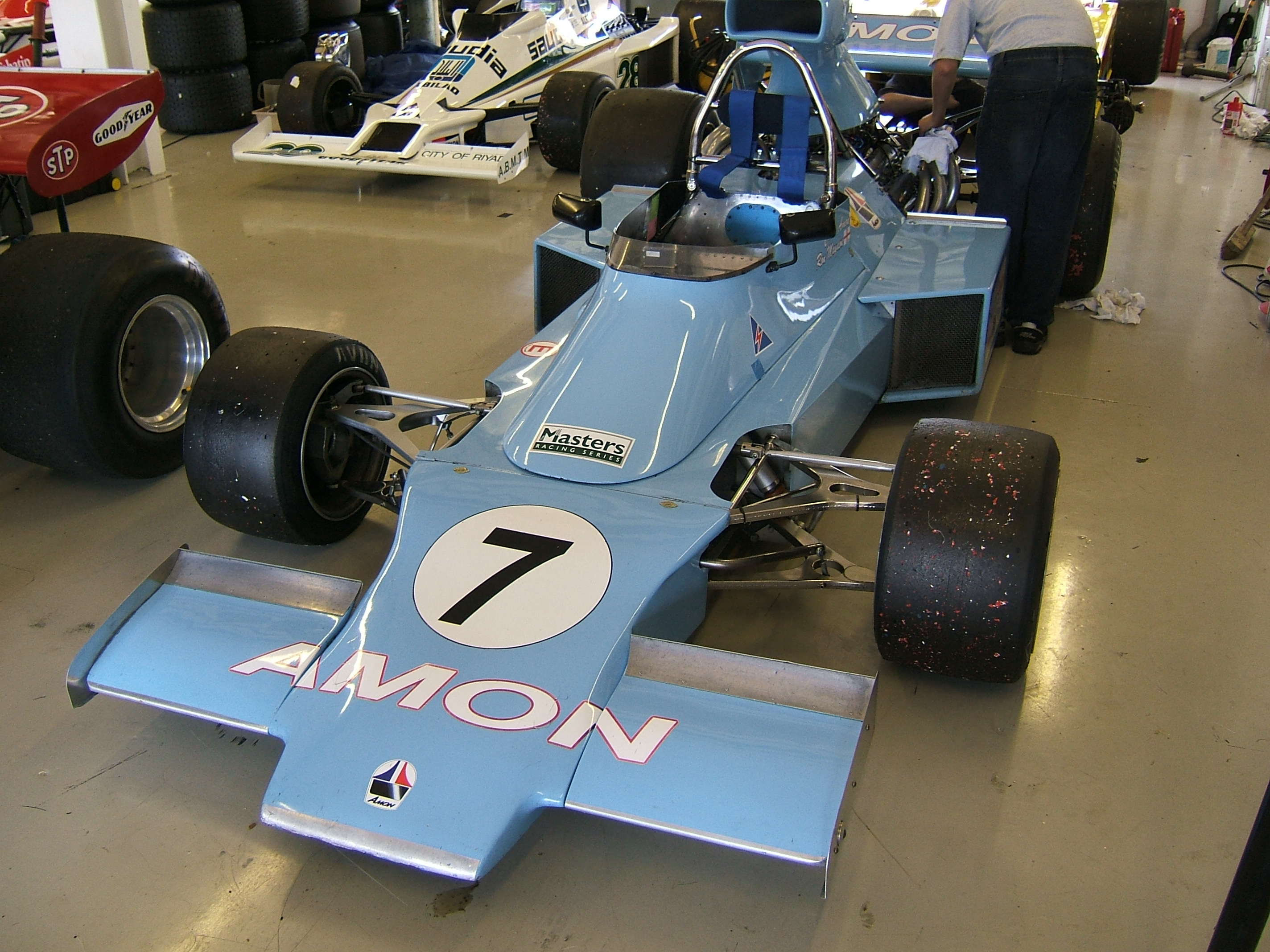
Amon AF101, único carro da equipe Amon.

Fundada em 1973, a Amon surgiu após a compra do espólio da equipe Tecno. O chassi, batizado de Amon AF101 - A de Amon, F de Fowell (Gordon Fowell, projetista do carro), utilizou motores Cosworth V8 e pneus Firestone.
Nas 4 corridas em que foi inscrito, o AF101 largou em apenas uma, o GP da Espanha, onde Chris Amon largou em 23° e abandonou com problemas nos freios. O neozelandês chegou a se classificar em 20° lugar para o GP de Mônaco, mas desistiu. Fracassou nas tentativas em obter uma vaga para as etapas da Alemanha e da Itália, sendo que na primeira, Chris Amon emprestou seu carro ao australiano Larry Perkins, mas ele também não conseguiu largar.

## Inscrição privada em 1966
Em 1966, Chris Amon inscreveu uma equipe homônima que tentou classificação para o GP da Itália, mas possuía caráter privado e não tinha relação com o time criado em 1974.